# Kaple svaté Ludmily (Praha)
Kaple svaté Ludmily (původně součást špitálního kostela Panny Marie před Týnem) je zaniklá svatyně s kryptou, která stála v Celetné ulici při ústí do ulice Štupartské, na Starém Městě v Praze 1. Byla založena ve 13. století, přestavěna kolem roku 1300 a zbořena roku 1894.
Tato volná plocha je významnou archeologickou lokalitou, leží uvnitř parcely č. 623 kolem kostela Panny Marie před Týnem, která byla při revizi památkové ochrany v roce 1998 zahrnuta do Národní kulturní památky Kostel Matky Boží před Týnem.

## Historie
Historie kostela Panny Marie před Týnem souvisí s provozem špitálu a vznikla jako románská stavba v průběhu jednoho století po jeho založení. Staropražské pověsti k ní vztahují mariánskou kapli, kterou měla na přelomu 9. a 10. století založit sama svatá Ludmila.
Nejstarší stavební podoba románské svatyně Panny Marie před Týnem není přesně zdokumentována. Architekt a historik Jan Herain situaci zkoumal svými průzkumy v letech 1886–1892. Ztotožnil ji se zdivem trojlodní baziliky, nalezené mezi závěrem stojícího kostela, ústím Štupartské ulice a Týnské ulice. Raně gotický trojlodní kostel Panny Marie před Týnem byl dostavěn ve druhé polovině 13. století východně od kaple. Z raně gotické stavby byly během bourání v závěru 19. století zjištěny základy trojlodní chrámové lodi.
K tomuto chrámu z jihozápadu přiléhala jednolodní kaple sv. Ludmily s kryptou. Z ní byl zdokumentován vstupní portál s lomeným obloukem ostění s dochovanou oltářní menzou, výklenkem pro sanktuarium v hrotitém ostění a klenební žebra svedená do mohutných konzol s rostlinnými motivy a další fragmenty na úrovni sklepů (původně přízemí). Na nich byly zjištěny kamenické značky. Tento kostel byl po výstavbě současného Týnského chrámu zachován a určitou dobu užíván. Z jižní strany k němu přiléhala raně gotická kaple sv. Ludmily s kryptou, v níž byla pohřbena řada farníků.
V plánu asanace staré Prahy z let 1885–1892 bylo rozšíření Celetné ulice a zboření základů kostela i kaple. Po zboření domu čp. 600/I U hřebene na nároží Celetné a Štupartské ulice byla část představitelů Památkového sboru města Prahy a zastupitelů města Prahy pro zachování kostela (architekt Antonín Baum, Jan Herain, Moric Lüssner, František Beneš a Břetislav Jelínek) ostatní zastupitelé se již před tím vyslovili pro zbourání (nazývali dochované nadzemní zdivo kostela umrlčí komorou zrušeného farního hřbitova).
Architekt Josef Mocker na vyzvání vypracoval projekt na obnovu kostela a kaple, ale městská rada při zasedání 25. ledna roku 1894 rozhodla, že jeho projekt je moc drahý a památková hodnota kaple málo významná, a proto raději částku investuje do obnovy zpola zazěného severního portálu kostela. Kaple s torzem kostela byla ještě téhož roku zbourána. Jižní fasáda stavby byla před zbořením zdokumentována akvarelem Václava Jansy pro knihu Stará Praha a fotograficky pro Památkový sbor kr. hl. města Prahy

## Architektonické zlomky

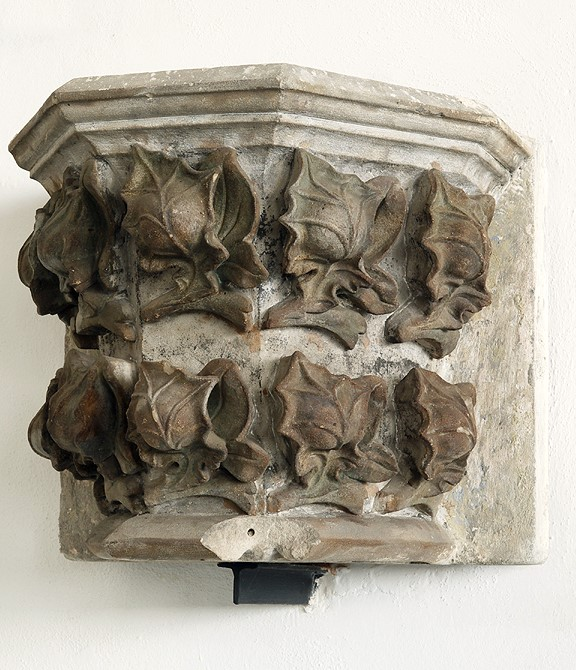
Hlavice přípory z kaple sv. Ludmily

Zachráněno bylo osm gotických hlavic opukových přípor s rostlinnými motivy a se zbytky zlacení. Šest z nich je vystaveno v Lapidáriu Národního muzea v Praze.
Dále byl v roce 1934 ve sklepě fary nalezen raně gotický chrlič. Ve sklepě fary se dochoval portálek, jímž se do kostela vstupovalo.
Na místě zbořeného kostela byl dvorek a nyní volné prostranství.